# Ludmiła Wiesiełkowa
Ludmiła Pawłowna Wiesiełkowa z domu Siemieniuta (ros. Людмила Павловна Веселкова (Семенюта), ur. 25 października 1950 w Dorożniance w rejonie hulajpolskim Ukraińskiej SRR) – rosyjska lekkoatletka, biegaczka średniodystansowa, wicemistrzyni Europy z 1982. W czasie swojej kariery reprezentowała Związek Radziecki.

## Kariera sportowa
Zajęła 2. miejsce w biegu na 800 metrów w finale A pucharu Europy w 1981 w Zagrzebiu. Zwyciężyła na tym dystansie w zawodach pucharu świata w 1981 w Rzymie.
Zdobyła srebrny medal w biegu na 800 metrów na mistrzostwach Europy w 1982 w Atenach, przegrywając jedynie ze swą koleżanką z reprezentacji Związku Radzieckiego Olgą Miniejewą, a wyprzedzając Margrit Klinger z Republiki Federalnej Niemiec.
Wiesiełkowa była mistrzynią Związku Radzieckiego w biegu na 800 metrów  i w biegu na 1500 metrów w 1980 i 1981 oraz w sztafecie 4 × 800 metrów w 1978, a także wicemistrzynią w biegu na 800 metrów w 1978 oraz brązową medalistką na tym dystansie w 1982 i w sztafecie 4 × 800 metrów w 1979 i 1980. W hali była mistrzynią ZSRR w biegu na 1000 metrów w 1981.
W 1981 otrzymała tytuł Zasłużonego Mistrza Sportu ZSRR.

## Rekordy życiowe
Ludmiła Wiesiełkowa miała następujące rekordy życiowe:
- bieg na 400 metrów – 51,77 (7 sierpnia 1981, Moskwa)
- bieg na 800 metrów – 1:55,96 (8 września 1982, Ateny)
- bieg na 1500 metrów – 4:02,37 (22 czerwca 1984, Kijów)
- bieg na milę – 4:20,89 (12 września 1981, Bolonia)
- bieg na 3000 metrów – 8:53,2 (16 czerwca 1980, Leningrad)